# Bertrand Lagier
Betrand Lagier OFM (Figeac, França, c. 1320 — Avinhão, França, 8 de novembro de 1392) foi um bispo e cardeal francês da Igreja Católica.

## Biografia
Depois de entrar na Ordem dos Frades Menores ainda muito jovem, estudou no Studium generale em Paris ou em Toulouse. Até 1350 ensinou teologia aos frades de sua ordem e foi professor na Universidade de Montpellier.
Recebeu o título de mestre em teologia pelo Papa Clemente VI em 13 de dezembro de 1351, quando já lecionava em Assis.
Em 18 de dezembro de 1357 foi eleito bispo de Assis pelo Papa Inocêncio IV e em 24 de janeiro de 1368 foi transferido para a Diocese de Glandèves.
No consistório de 30 de maio de 1371, foi criado cardeal-presbítero de Santa Priscila pelo Papa Gregório XI.
Entre 1372 e 1373, serviu como vigário-geral para a sua ordem religiosa.
Em 1375, foi transferido para o título cardinalício de Santa Cecília.
Participou do conclave de 1378 que elegeu o Papa Urbano VI e em abril do mesmo ano foi nomeado cardeal-bispo de Óstia.
Em setembro de 1378, ele participou do conclave de Avinhão que elegeu o Antipapa Clemente VII e mudou-se para a cidade francesa. Ele permaneceu obediente ao antipapa até sua morte.
Ele coroou e consagrou Luís I, Duque de Anjou.
Bertrand Lagier morreu em 8 de novembro de 1392 aos 72 anos em Avinhão, na França.
Durante sua vida, escreveu dois tratados:
- Contra errores et ritus graecorum;
- De schismate et contra haereses sui temporis.